# اوردینو
اوردینو (به لاتین: Ordino) یک پریش در آندورا با جمعیت ۳٬۳۰۹ نفر است.